# 德裕山國立公園
德裕山國立公園（：／ Deogyusan Gungnip Gongwon */?）是位於韓國全羅北道茂朱郡、長水郡以及慶尚南道居昌郡、咸陽郡交界處的山岳型國立公園。1975年2月1日與五臺山國立公園被同時指定，總面積232平方公里。

## 沿革

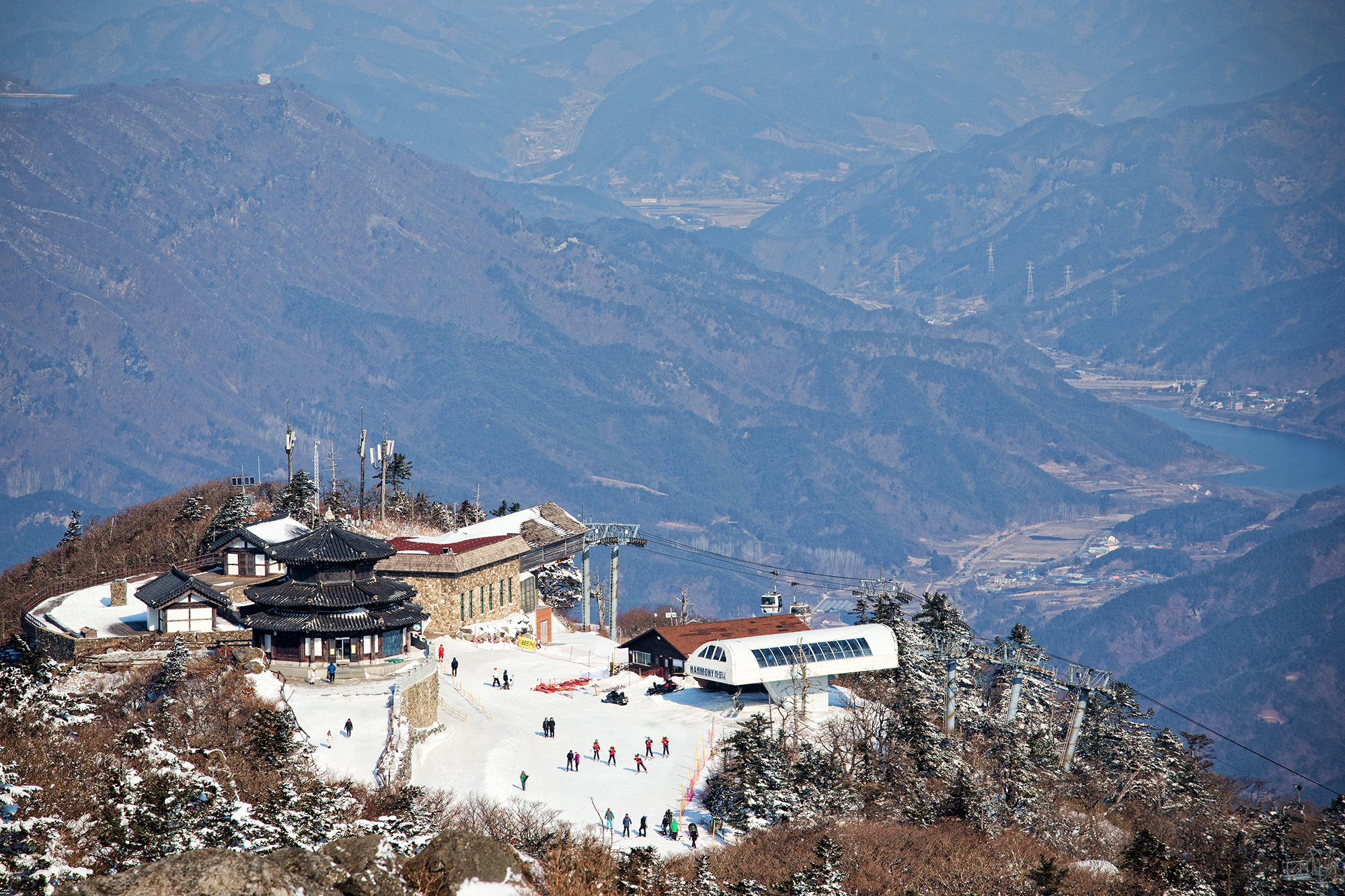
德裕山國立公園

- 1975年2月1日：國立公園指定 (建設部公告第25號)。
- 1975年8月1日：國立公園全羅北道管理事務所開所 (全羅北道條例第705號)。
- 1987年8月5日：國立公園管理公團德裕山事務所開所。
- 2003年8月30日：國立公園區域及計劃變更、決定 (環境部告示第2003-14號)。

## 關聯區域
- 全羅北道
  - 茂朱郡雪川面、安城面、赤裳面
  - 長水郡溪北面、長溪面
- 慶尙南道
  - 居昌郡北上面
  - 咸陽郡西上面